# Grand Pass
Grand Pass è un villaggio degli Stati Uniti d'America, situato nello Stato del Missouri, nella contea di Saline.